# متهاگاما
متهاگاما (به لاتین: Methagama) یک منطقهٔ مسکونی در سری‌لانکا است که در استان مرکزی (سری‌لانکا) واقع شده‌است.